# Jeep Compass

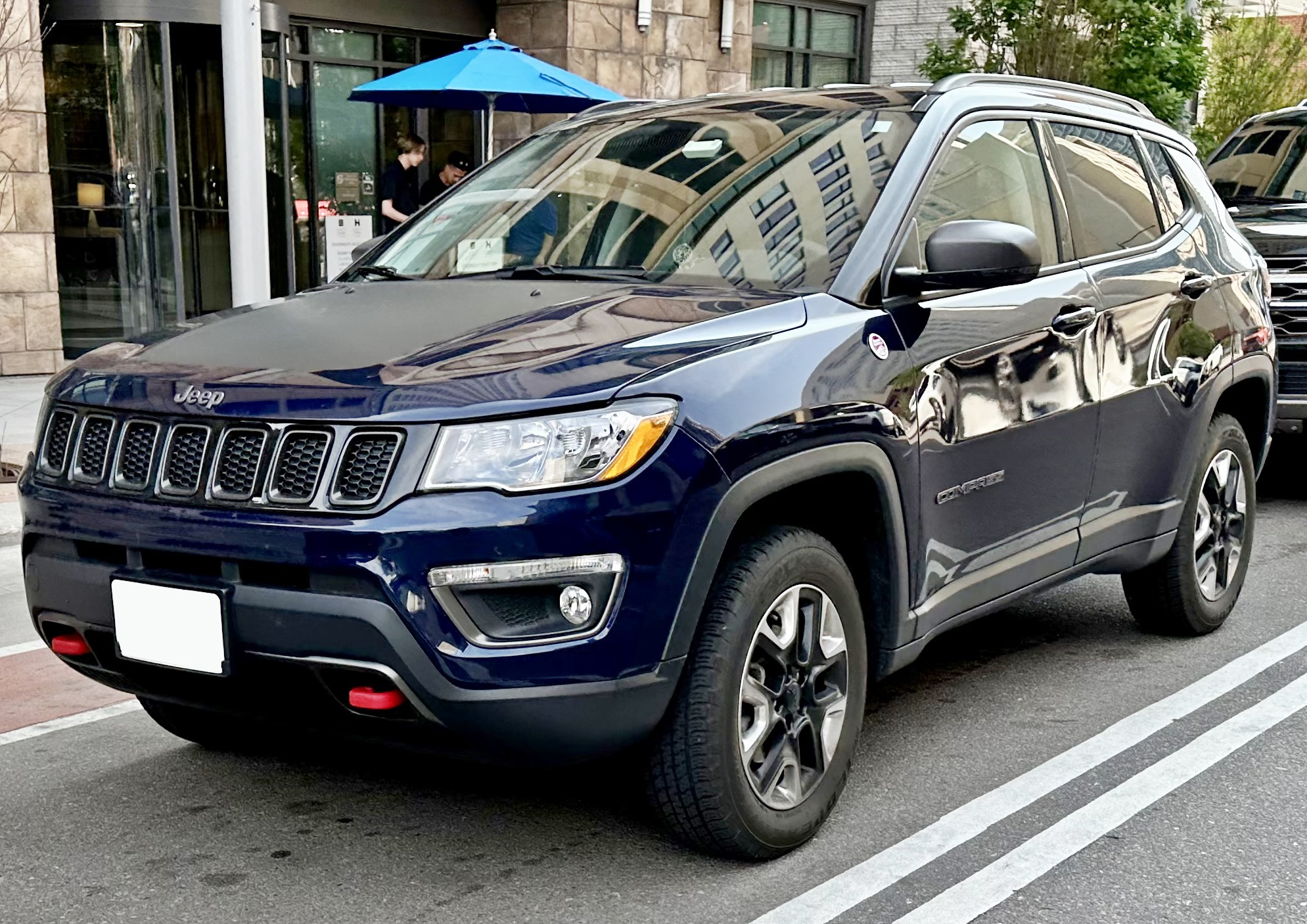
Jeep Compass II

Le Jeep Compass est un SUV compact commercialisé par le constructeur automobile américain Jeep depuis 2006.

## 1regénération(2006-2016)
Quatre ans avant le début de la production du Jeep Compass, un concept car du même nom est présenté au salon international de l'automobile d'Amérique du Nord à Détroit en 2002. Il possède deux portes, quatre roues motrices et le moteur V6 essence de 3.7 litres du Jeep Liberty. Il est basé sur une ancienne plateforme JS, commune entre DaimlerChrysler et Mitsubishi, rebaptisée MK. 
Le modèle de série est ensuite présenté au salon de Détroit, en janvier 2006. Le premier modèle est assemblé le 30 mai 2006 dans l'usine de Belvidere dans l'Illinois, là où était déjà assemblée la Dodge Neon. Le Jeep Compass, avec le Jeep Patriot, sont les premiers SUV du constructeur américain. Les deux Jeep ont cependant des différences : le Patriot est davantage situé dans la branche wagon de la marque, contrairement au Compass qui est semblable au Dodge Caliber.

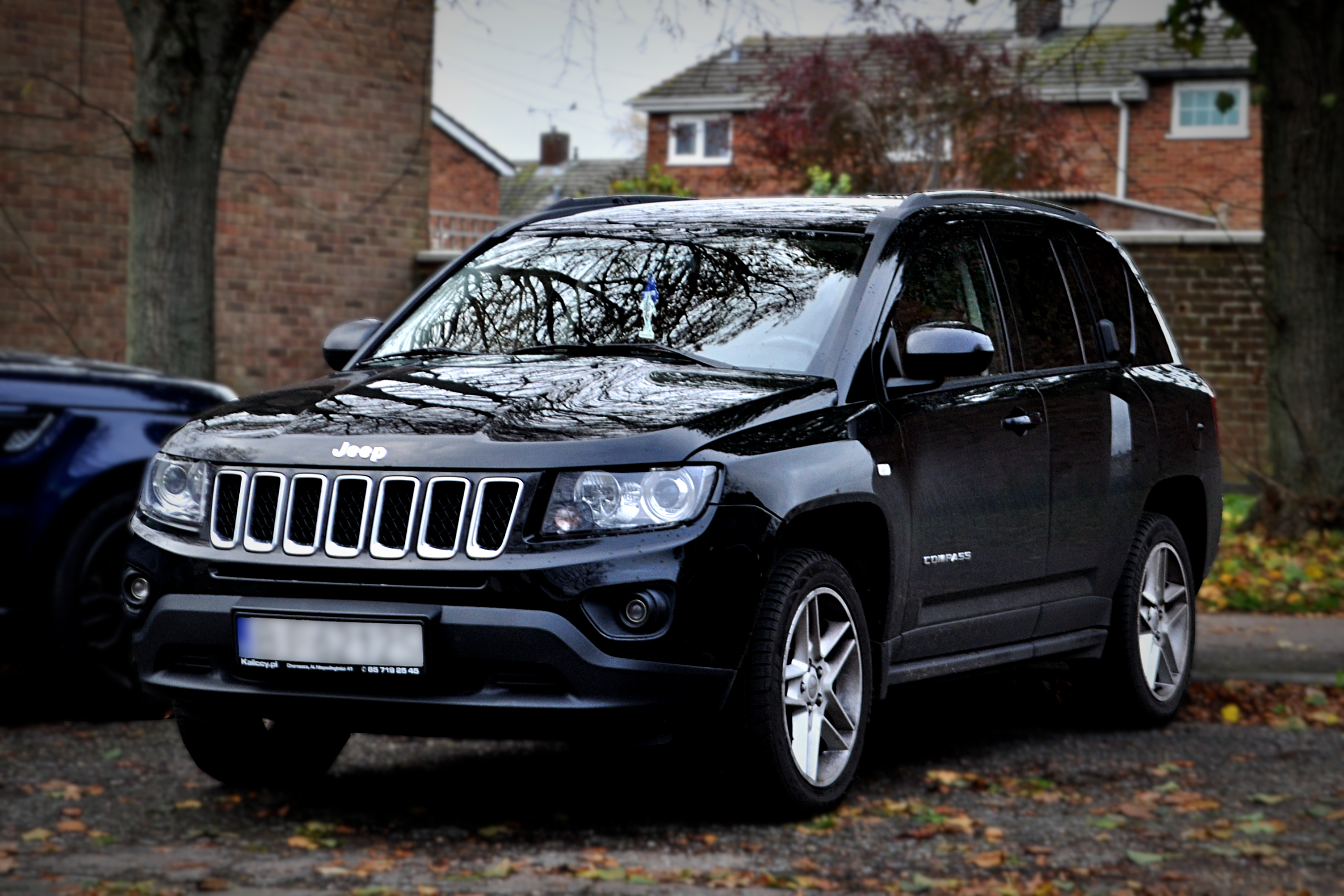
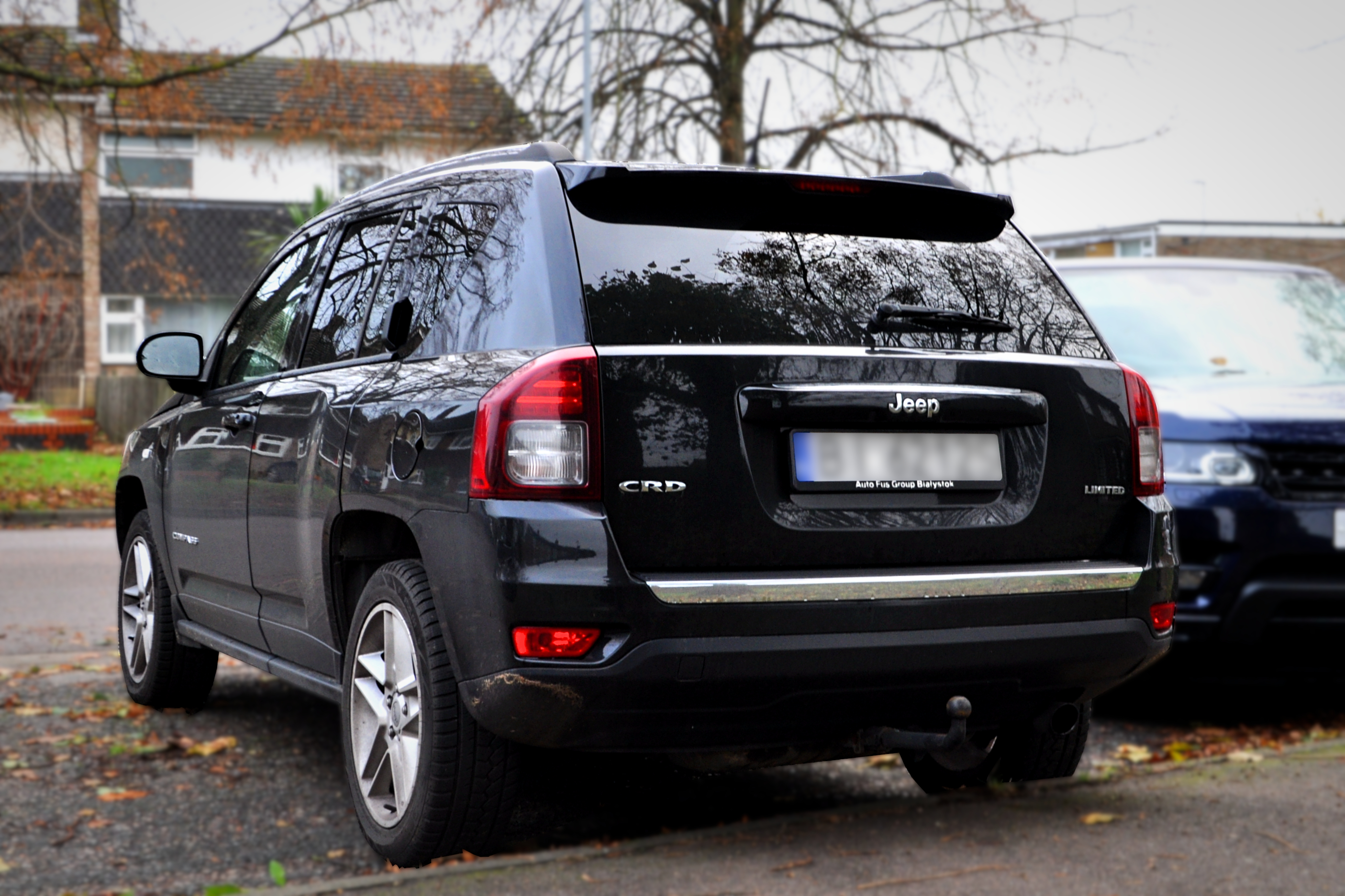

Après le rachat du groupe Chrysler par FIAT en 2009, les ingénieurs italiens décident de revoir quasiment tous les modèles du groupe américain comme le Dodge Journey/FIAT Freemont et le Jeep Compass. En mars 2010, la direction du groupe FCA présente une nouvelle mouture du Jeep Compass restylée et entièrement revu techniquement. Sa ligne reprend l'esprit de la quatrième génération du Jeep Grand Cherokee. La chute des ventes est enrayée et le véhicule connait même un engouement inattendu de la clientèle avec une production multipliée par 5 en 2011. Il est alors exporté dans de nombreux pays.
Une série spéciale du Jeep Compass est lancée en 2011 pour célébrer le 70e anniversaire de la marque Jeep. Elle comprend diverses améliorations avec une finition intérieure spéciale et des jantes en alliage. Elle était disponible en seulement trois couleurs extérieures: bronze, argent brillant et noir.
Le Jeep Compass est livré avec un moteur à essence World I4 de 2,4 L. Une version I4 de 2,0 L est disponible sur le modèle Sport 2 roues motrices. Un moteur diesel 2,0 litres d'origine Volkswagen a été utilisé pour les marchés européen et australien, le même que celui utilisé pour la Volkswagen Passat. Ce moteur a été avantageusement remplacé par un moteur Mercedes à partir de la version 2010 mise en œuvre après le rachat du groupe Chrysler par FIAT.

## 2egénération(2016-2025)

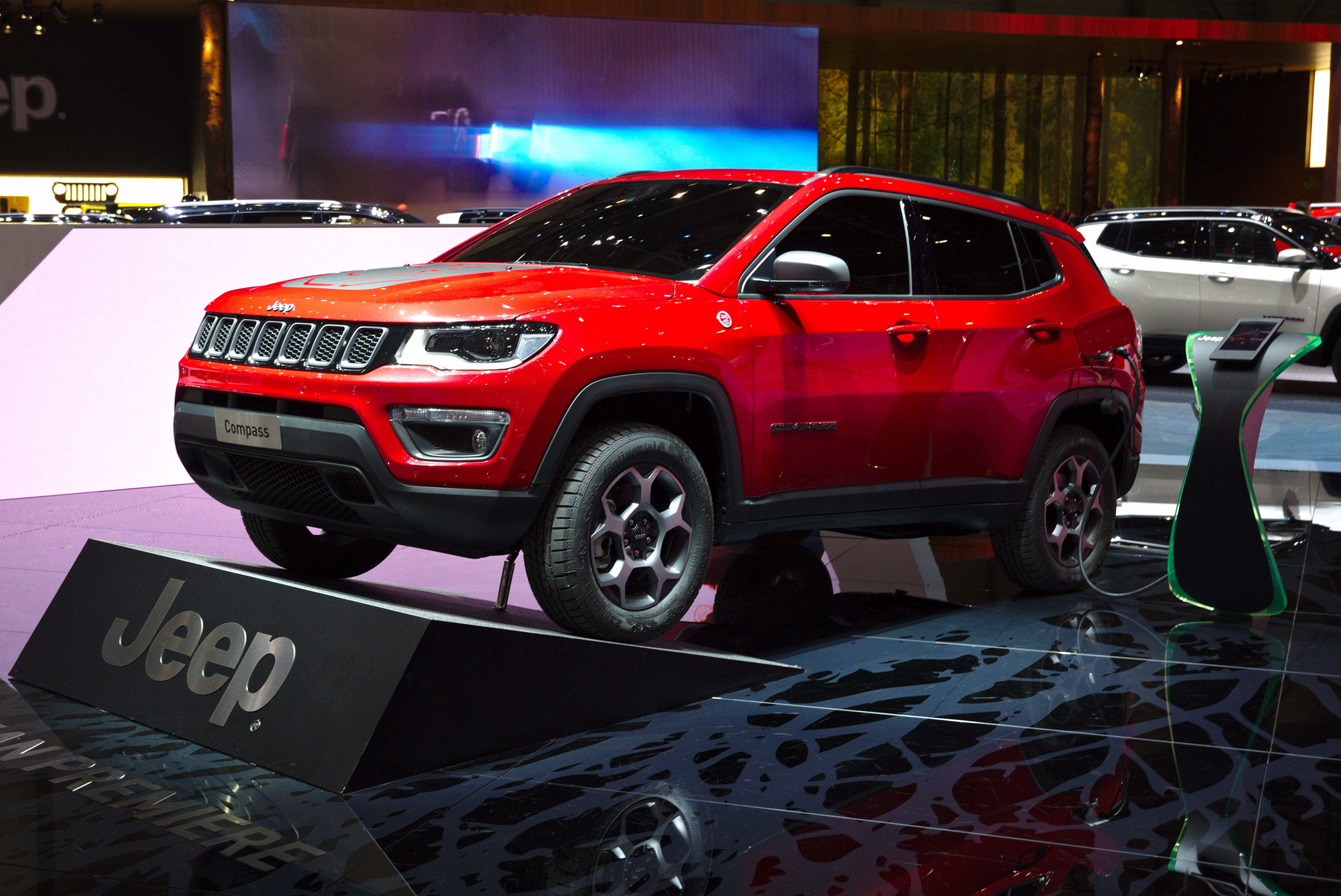
Jeep Compass PHEV

Le Jeep Compass 2 est présenté en avant-première mondiale par le groupe FCA au Brésil le 27 septembre 2016 lors du démarrage effectif de sa production. Le lancement officiel interviendra au Salon de l'automobile de Los Angeles, le 18 novembre 2016. Ce nouveau modèle est déjà fabriqué dans la nouvelle usine FIAT de Pernambuco au Brésil et sera exporté vers plus de 100 pays dans le monde à partir de 2017. Sa fabrication est aussi programmée au Mexique pour le marché américain et en Chine, dans les usines FIAT locales. Le nouveau Jeep Compass remplace de fait l'ancienne version ainsi que la Jeep Patriot.
Sa commercialisation débute au Brésil et elle est effective aux États-Unis dès le début d'année 2017. En Europe, il arrive en milieu d'année 2017.
FIAT annonce 17 combinaisons disponibles moteurs/transmissions. Pour son arrivée sur le marché brésilien, deux moteurs sont disponibles : essence de 2,0 litres développant 166 ch DIN et le diesel FIAT MultiJet 2,0 litres de 170 ch DIN.
D'autres motorisations sont attendues selon les marchés comme le moteur essence FIAT 1,4 MultiAir turbo de 140 et 170 ch et pour le marché américain, le 2.4 l aspiré Tigershark de 184 ch. Le dernier moteur diesel FIAT 1,6 de 120 ch est aussi prévu tout comme le nouveau 2,2 l qui équipe l'Alfa Romeo Giulia.

### Caractéristiques techniques
En 2020, au salon de Bruxelles, Jeep présente une version hybride essence rechargeable nommée « 4xe » proposée en série limitée « First Edition ». Elle est dotée d'un bloc essence 1.3 litre turbocompressé ainsi qu'un bloc électrique placé sur les roues arrière pour une puissance cumulée de 240 ch.
| Cylindrée (cm3)                | 1 368     | 1 995                                  | 1 956     | 1 956                                          |        |        |
| Puissance maximale ch DIN (kW) | 170 (125) | Éthanol: 166 (122) Essence : 159 (117) | 140 (103) | 170 (125)                                      |        |        |
| au régime de (tr/min)          | 5 500     | Éthanol : 6 200 Essence : 6 200        | 3 750     | 3 750                                          |        |        |
| Couple maximal (N m)           | 250       | Éthanol : 201 Essence : 195            | 350       | 350                                            |        |        |
| au régime de (tr/min)          | 2 500     | Éthanol : 4 000 Essence : 4 000        | 1 750     | 1 750                                          |        |        |
| Transmission                   | Traction  | Traction                               | Traction  | Traction                                       |        |        |
| Transmission en option         |           |                                        |           | Intégrale                                      |        |        |
| Boîte de vitesses              |           | Automatique à 6 rapports               |           | Manuelle à 6 rapports Automatique à 9 rapports |        |        |
| Vitesse maximale (km/h)        |           |                                        |           | 194                                            |        |        |
| 0-100 km/h (s)                 |           |                                        |           | 10,0                                           |        |        |
| Consommation (L/100 km)        |           |                                        |           |                                                |        |        |
| Émissions de CO2 (g/km)        |           |                                        |           |                                                |        |        |
| Capacité du réservoir (L)      |           |                                        |           |                                                |        |        |
| Norme environnementale         | Euro 6    |                                        | Euro 6    | Euro 6                                         | Euro 6 | Euro 6 |

Les données entre () sont pour les versions 4x4
Les données entre [] sont pour les versions avec boîte automatique
Phase 2
En janvier 2022, Jeep complète la gamme par de nouvelles motorisations hybrides 1.3 litre 190 ou 240 ch appelée « 4xe ».
|                               | FIAT 1.3 GSE T4       | FIAT 1.6 MultiJet II  | FIAT 1.3 PHEV                                                 | FIAT 1.3 PHEV                                                  |
| ----------------------------- | --------------------- | --------------------- | ------------------------------------------------------------- | -------------------------------------------------------------- |
| Cylindrée (cm3)               | 1 332                 | 1 598                 | 1 332                                                         | 1 332                                                          |
| Puissance maximale ch (kW)    | 130 (96)              | 130 (96)              | thermique : 130 (96) électrique : 60 (44) cumulée : 190 (140) | thermique : 180 (132) électrique : 60 (44) cumulée : 240 (176) |
| au régime de (tr/min)         | 4 750                 | 3 750                 | 5 550                                                         | 5 750                                                          |
| Couple maximal (N m)          | 270                   | 320                   | 270                                                           | 270                                                            |
| au régime de (tr/min)         | 1 560                 | 1 500                 | 1 850                                                         | 1 850                                                          |
| Transmission                  | Traction              | Traction              | Intégrale (4xe)                                               | Intégrale (4xe)                                                |
| Boîte de vitesses             | Manuelle à 6 rapports | Manuelle à 6 rapports | Automatique à 6 rapports                                      | Automatique à 6 rapports                                       |
| Vitesse maximale (km/h)       | 192                   | 194                   | 183 électrique : 130                                          | 200 électrique : 130                                           |
| 0-100 km/h (s)                | 10,3                  | 10,6                  | 7,9                                                           | 7,3                                                            |
| Consommation (L/100 km)       | 6,9-6,6               | 5,3-5,2               | 2,0-1,9                                                       | 2,1-1,8                                                        |
| Émissions de CO2 (g/km)       | 159-152               | 139-135               | 47-44                                                         | 48-44                                                          |
| Capacité de la batterie (kWh) | -                     | -                     | 11,4                                                          | 11,4                                                           |
| Autonomie électrique (km)     | -                     | -                     | 54                                                            | 53                                                             |
| Capacité du réservoir (L)     |                       |                       |                                                               |                                                                |
| Masse à vide (kg)             | 1 505                 | 1 615                 | 1 935                                                         | 1 935                                                          |
| Norme environnementale        |                       |                       |                                                               |                                                                |

### Finitions
- Longitude
- Limited
- S
- Trailhawk (réservée aux modèles hybrides rechargeables[6])

#### Séries spéciales
- Brooklyn Edition
- Opening Edition
- Night Eagle
- Basket Series with LNB
- Downtown
- 4Xe First Edition[7]
- 80th Anniversary[8]
- High Altitude

## 3egénération(2025- )
La troisième génération, présentée en 2025, est disponible en version thermique (essence micro-hybride) et électrique.
Elle repose sur la même plateforme que la troisième génération de Peugeot 3008 (quatrième évolution de la plateforme EMP2). Plus long que les générations précédentes, le Compass III est produit par l'usine FIAT de Melfi, en Italie.

## Ventes
| Année         | Production aux États-Unis | Ventes aux États-Unis | Ventes au Canada | Ventes autres pays | Ventes totales |
| ------------- | ------------------------- | --------------------- | ---------------- | ------------------ | -------------- |
| 2006          |                           | 18 579                | 2 504            |                    |                |
| 2007          |                           | 39 491                | 10 229           |                    |                |
| 2008          | 45 590                    | 25 349                | 9 423            |                    |                |
| 2009          | 20 494                    | 11 739                | 5 176            |                    |                |
| 2010          |                           | 15 894                | 4 610            |                    |                |
| 2011          | 103 671                   | 47 709                | 6 619            |                    | 113 540        |
| 2012          | 107 300                   | 40 235                | 6 003            |                    | 103 321        |
| 2013          | 129 638                   | 52 993                | 6 228            | 62 405             | 121 626        |
| 2014          | 103 382                   | 61 264                | 5 808            | 67 557             | 134 629        |
| 2015          |                           | 66 698                | 3 729            | 38 199             | 108 626        |
| 2016 (9 mois) |                           | 72 916                | 3 475            |                    |                |
| Total         |                           | 379 951               | 54 723           |                    |                |